# Élections législatives de 2016 au Kerala
L'élection 2016 de l'Assemblée législative du Kerala s'est tenue le 16 mai 2016 pour élire 140 députés à la 14e Assemblée législative du Kerala.
Le taux de participation a été de 77,53 %, contre 75,12 % lors de l'élection précédente. Les résultats ont été déclarés le 19 mai 2016. Le Front démocratique de gauche (LDF), dirigé par le Parti communiste indien (marxiste) (CPI(M)), a remporté l'élection en battant le Front démocratique uni (UDF), dirigé par le Congrès national indien (INC), qui n'a pu obtenir que 47 sièges. Pinarayi Vijayan a prêté serment en tant que ministre en chef le 25 mai.

## Contexte
Le mandat des membres de l'Assemblée législative de l'État doit s'achever avant le 31 mai 2016. Selon la liste électorale publiée le 14 janvier 2016, il y avait environ 26 millions d'électeurs éligibles, dont 618 000 nouveaux électeurs dans la tranche d'âge 18-21 ans. Les élections à l'assemblée de 140 membres se sont déroulées dans 21 498 bureaux de vote répartis sur 12 038 sites.
Un programme systématique d'éducation des électeurs et de participation électorale (SVEEP) a été mis en place au Kerala pour sensibiliser les électeurs.
Comme pour toutes les élections législatives en Inde, le Kerala utilise le système du scrutin uninominal à un tour. La Commission électorale de l'État du Kerala organise les élections de l'assemblée et est supervisée par la Commission électorale de l'Inde.

## Partis et coalitions
Il existe deux grandes coalitions politiques au Kerala. Le Front démocratique de gauche (LDF) est la coalition des partis de gauche et d'extrême gauche, dirigée par le Parti communiste indien (marxiste) (CPI(M)). Le Front démocratique uni (UDF) est la coalition des partis centristes et de centre-gauche dirigée par le Congrès national indien.

### Front démocratique de gauche
| Parti                                        | Drapeau  | Symbole                    | Chef de file               | Photo | Sièges disputés |
| -------------------------------------------- | -------- | -------------------------- | -------------------------- | ----- | --------------- |
| Parti communiste d'Inde (marxsiste)          |          |                            | Kodiyeri Balakrishnan      |       | 90              |
| Parti communiste d'Inde                      |          |                            | Kanam Rajendran            |       | 27              |
| Janata Dal (Secular)                         |          | Janata Dal Election Symbol | Mathew T. Thomas           |       | 5               |
| Parti du congrès nationaliste                |          |                            | T. P. Peethambaran         |       | 4               |
| Kerala Congress (Skaria Thomas)              |          |                            | Skariah Thomas             |       | 1               |
| Congress (Secular)                           |          |                            | Kadannappalli Ramachandran |       | 1               |
| Janadhipathya Kerala Congress                |          |                            | Francis George             |       | 4               |
| Ligue nationale indienne                     |          |                            | S. A. Puthiya Valappil     |       | 3               |
| Kerala Congress (B)                          |          |                            | R. Balakrishna Pillai      |       | 1               |
| Parti communiste marxiste (Aravindakshan)    | CMP flag |                            | K. R. Aravindakshan        |       | 1               |
| Parti socialiste révolutionnaire (léniniste) |          |                            | Kovoor Kunjumon            |       | 1               |

### Front démocratique uni
| Parti                            | Drapeau | Symbole | Chef de file                  | Photo | Sièges disputés |
| -------------------------------- | ------- | ------- | ----------------------------- | ----- | --------------- |
| Congès National Indien           |         |         | V. M. Sudheeran               |       | 87              |
| Indian Union Muslim League       |         |         | Sayed Hyderali Shihab Thangal |       | 24              |
| Kerala Congress (M)              |         |         | K. M. Mani                    |       | 15              |
| Janata Dal (Uni)                 |         |         | M. P. Veerendra Kumar         |       | 7               |
| Parti socialiste révolutionnaire |         |         | A. A. Aziz                    |       | 5               |
| Kerala Congress (Jacob)          |         |         | Johnny Nellore                |       | 1               |
| Parti communiste marxiste        |         |         | C. P. John                    |       | 1               |

### Alliance démocratique nationale
| Parti                                          | Drapeau | Symbole | Photo | Chef de file            | Sièges disputés |
| ---------------------------------------------- | ------- | ------- | ----- | ----------------------- | --------------- |
| Bharatiya Janata Party                         |         |         |       | P. S. Sreedharan Pillai | 98              |
| Bharath Dharma Jana Sena                       |         |         |       | Thushar Vellappally     | 36              |
| Kerala Congress (Thomas)                       |         |         |       | P. C. Thomas            | 4               |
| Janadhipathya Samrakshana Samithi (Rajan Babu) |         |         |       | A. N. Rajan Babu        | 1               |
| Janadhipathya Rashtriya Sabha                  |         |         |       | C. K. Janu              | 1               |

## Frontde gauche uni
| Parti                                            | Drapeau | Symbole | Photo | Chef de file | Siège disputés |
| ------------------------------------------------ | ------- | ------- | ----- | ------------ | -------------- |
| Parti marxiste révolutionnaire                   |         |         |       | N. Venu      | 10             |
| Centre d'unité socialiste de l'Inde (Communiste) |         |         |       | C. K. Lukose | 32             |
| Parti communiste marxiste de l'Inde (Uni)        |         |         |       | M. Rajan     |                |

## Parties n'appartenant pas à une coalition
| Parti                                                     | Drapeau | Symbole           | Photo | Chef de file         | Sièges disputés |
| --------------------------------------------------------- | ------- | ----------------- | ----- | -------------------- | --------------- |
| Parti social-démocrate d'Inde                             |         | SDPI party symbol |       | K. M. Ashraf         | 88              |
| Samajwadi Party                                           |         |                   |       | N. O. Kuttappan      | 9               |
| Parti de la prospérité de l'Inde                          |         |                   |       | Hameed Vaniyambalam  | 41              |
| Bahujan Samaj Party                                       |         |                   |       | J. Sudhakaran        | 74              |
| Parti démocratique du peuple                              |         |                   |       | Abdul Nasar Madani   | 60              |
| Shiv Sena                                                 |         |                   |       | M.S. Bhuvanachandran | 16              |
| All India Anna Dravida Munnetra Kazhagam                  |         |                   |       | A. L. Pradeep        | 7               |
| Parti communiste indien (marxiste-léniniste) Étoile rouge |         |                   |       | M. K. Dasan          | 18              |
| Parti communiste indien (marxiste-léniniste) Libération   |         |                   |       |                      | 1               |
| Ambedkarite Party of India                                |         |                   |       |                      | 5               |
| Kerala Janatha Party                                      |         |                   |       |                      | 3               |
| Indian Gandhiyan Party                                    |         |                   |       |                      | 3               |

## Sondages
| Dates      | Organisme de sondages           | Échantillons |        |        |        |        |        |        | Avance    | Ref    |
| Dates      | Organisme de sondages           | Échantillons | UDF    | UDF    | LDF    | LDF    | Autres | Autres | Avance    | Ref    |
| Dates      | Organisme de sondages           | Échantillons | Sièges | Vote % | Sièges | Vote % | Sièges | Vote % | Avance    | Ref    |
| Mars 2016  | C-FORE for Asianet News         | 15778        | 55–62  | 37%    | 75–82  | 41%    | 3–5    | 18%    | 4-11      | [ 6 ]  |
| Mars 2016  | India TV C-Voter                | N/A          | 49     | N/A    | 89     | N/A    | 2      | N/A    | 18        | [ 7 ]  |
| Avril 2016 | Mathrbhumi News – Axis My India | N/A          | 66–72  | 42%    | 68–74  | 45%    | 0–2    | 10%    | Incertain | [ 8 ]  |
| Mai 2016   | Mars agency                     | 7020         | 70–75  | N/A    | 63–67  | N/A    | 0      | N/A    | Incertain | [ 9 ]  |
| Mai 2016   | IMEG Opinion Poll               | 60000        | 50–57  | N/A    | 83–90  | N/A    | 0      | N/A    | 12-19     | [ 10 ] |
| Mai 2016   | People TV – CES Survey          | 17460        | 51–59  | 40.6%  | 81–89  | 43.1%  | 0–3    | 14.1%  | 10-18     | [ 11 ] |

## Résultat
Le Front démocratique de gauche a remporté une victoire écrasante en termes de sièges, remportant 91 des 140 sièges de la législature. Le front sortant UDF a été battu et a été réduit à 47 sièges. Le NDA et l'indépendant P. C. George ont remporté un siège chacun.
|           |                                                       |                                             |           |               |      |                 |               |     |
| Parti     | Parti                                                 | Parti                                       | Voix      | %             | +/-  | Sièges disputés | Sièges        | +/- |
|           |                                                       | Parti communiste d'Inde (marxiste) (CPI(M)) | 5 365 472 | 26,7          | 1,66 | 84              | 58            | 13  |
|           | Parti communiste d'Inde (CPI)                         | 1 643 878                                   | 8,2       | 0,59          | 25   | 19              | 6             |     |
|           | Janata Dal (Secular) (JD(S))                          | 293 274                                     | 1,5       | 0,07          | 5    | 3               | 1             |     |
|           | Parti du congrès nationaliste (NCP)                   | 237 408                                     | 1,2       | 0,07          | 4    | 2               | en stagnation |     |
|           | Congress (Secular) (C(S))                             | 54 347                                      | 0,27      | 0,01          | 1    | 1               | 1             |     |
|           | Kerala Congress (B) (KC(B))                           | 74 429                                      | 0,37      | 0,35          | 1    | 1               | en stagnation |     |
|           | National Secular Conference (NSC)                     | 130 843                                     | 0,65      | Nv            | 2    | 1               | Nv            |     |
|           | Parti communiste marxiste (Inde) (CMP (A))            | 64 666                                      | 0,32      | -             | 1    | 1               | 1             |     |
|           | Indian National League (INL)                          | 112 261                                     | 0,55      | en stagnation | 3    | 0               | en stagnation |     |
|           | Parti socialiste révolutionnaire (léniniste) (RSP(L)) | 75 725                                      | 0,37      | Nv            | 1    | 1               | Nv            |     |
|           | Kerala Congress (Démocrate) (KC(D))                   | 157 584                                     | 0,78      | Nv            | 4    | 0               | Nv            |     |
|           | Kerala Congress (Scaria Thomas) (KC(ST))              | 31 537                                      | 0,16      | Nv            | 1    | 0               | Nv            |     |
|           | Indépendants LDF                                      | 487 510                                     | 2,41      | 0,01          | 8    | 4               | 2             |     |
| Total LDF | Total LDF                                             | 8 728 934                                   | 43,14     | 1,8           | 140  | 91              | 23            |     |
|           |                                                       | Congrès national indien (INC)               | 4 794 793 | 23,70         | 3,03 | 87              | 22            | 16  |
|           | Indian Union Muslim League (IUML)                     | 1 496 864                                   | 7,40      | 0,88          | 23   | 18              | 2             |     |
|           | Ligue musulmane indépendante (MLIND)                  | 67 450                                      | 0,33      | Nv            | 1    | 0               | Nv            |     |
|           | Kerala Congress (M) (KC(M))                           | 807 718                                     | 3,99      | 0,95          | 15   | 6               | 3             |     |
|           | Kerala Congress (Jacob) (KC(J))                       | 73 770                                      | 0,36      | 0,55          | 1    | 1               | en stagnation |     |
|           | Janata Dal (Uni) (JD(U))                              | 296 585                                     | 1,47      | 1,45          | 7    | 0               | en stagnation |     |
|           | Parti socialiste révolutionnaire (RSP)                | 216 071                                     | 1,07      | 0,24          | 5    | 0               | 2             |     |
|           | Parti communiste marxiste (CMP(J))                    | 55 492                                      | 0,27      | -             | 1    | 0               | -             |     |
| Total UDF | Total UDF                                             | 7 808 743                                   | 38,60     | 7,23          | 140  | 47              | 25            |     |
|           |                                                       | Bharatiya Janata Party (BJP)                | 2 129 726 | 10,53         | 4,5  | 98              | 1             | 1   |
|           | Bharath Dharma Jana Sena (BDJS)                       | 795 797                                     | 3,93      | Nv            | 36   | 0               | Nv            |     |
|           | Kerala Congress (Thomas) (KC(T))                      | 37 108                                      | 0,18      | Nv            | 3    | 0               | Nv            |     |
|           | Indépendant NDA                                       | 58 255                                      | 0,29      | -             | 3    | 0               | -             |     |
| Total NDA | Total NDA                                             | 3 020 886                                   | 14,93     | 8,87          | 140  | 1               | 1             |     |
|           | Autres                                                | Autres                                      | 566 755   | 2,80          | 0,37 | 783             | 1             | 1   |